# Reykholt (Borgarbyggð)

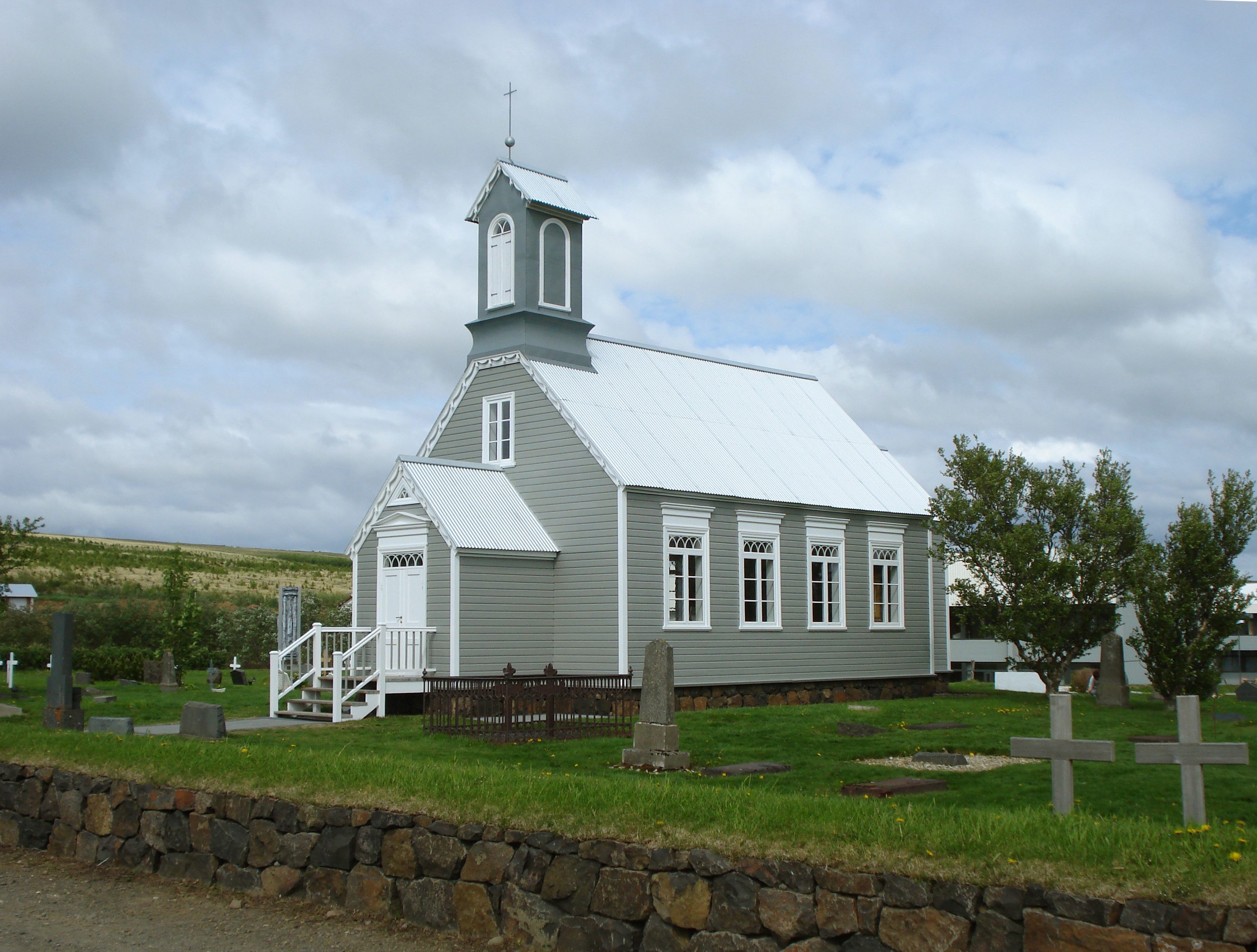
Die alte Kirche in Reykholt (19. Jahrhundert)

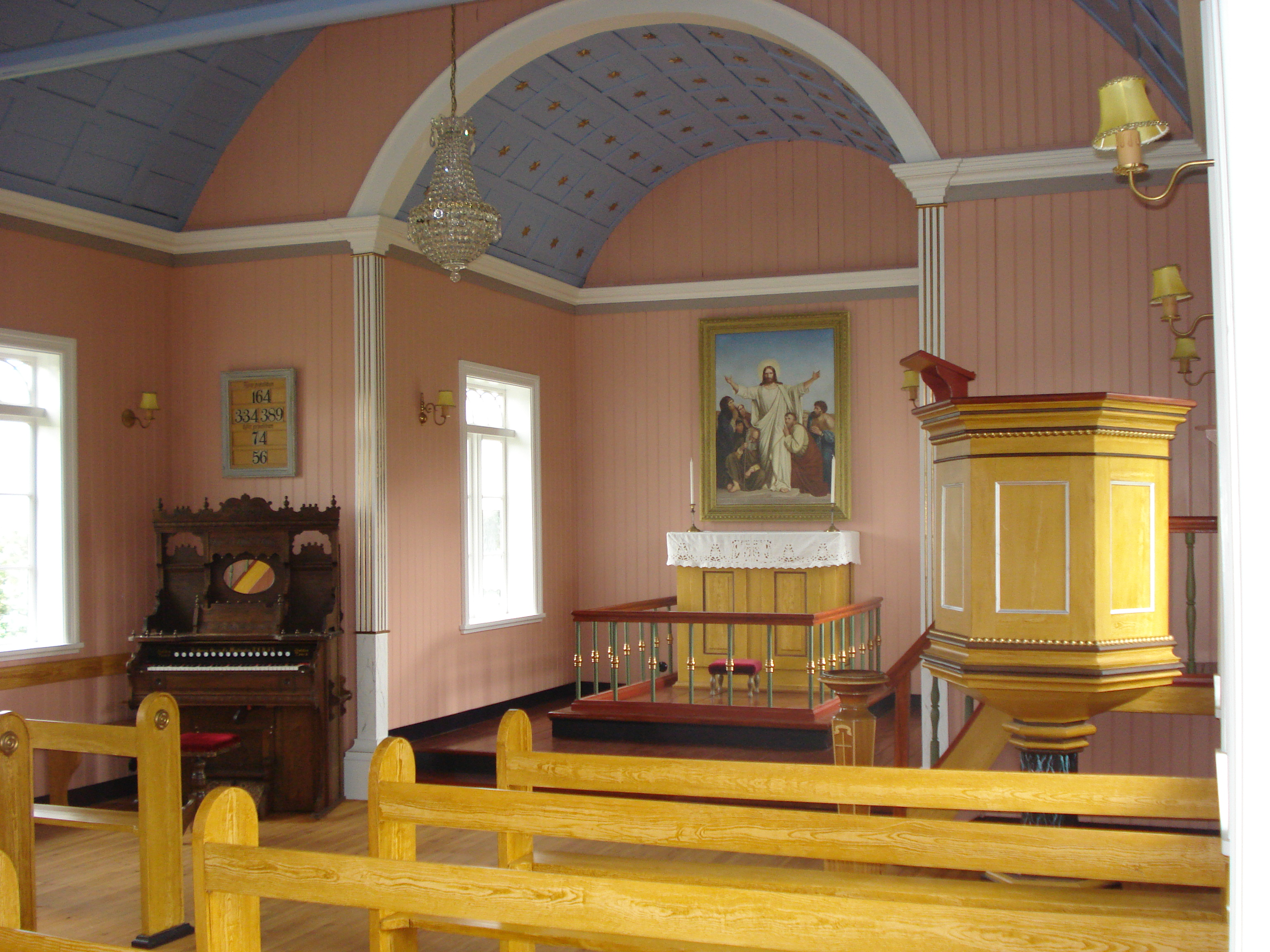
In der alten Kirche

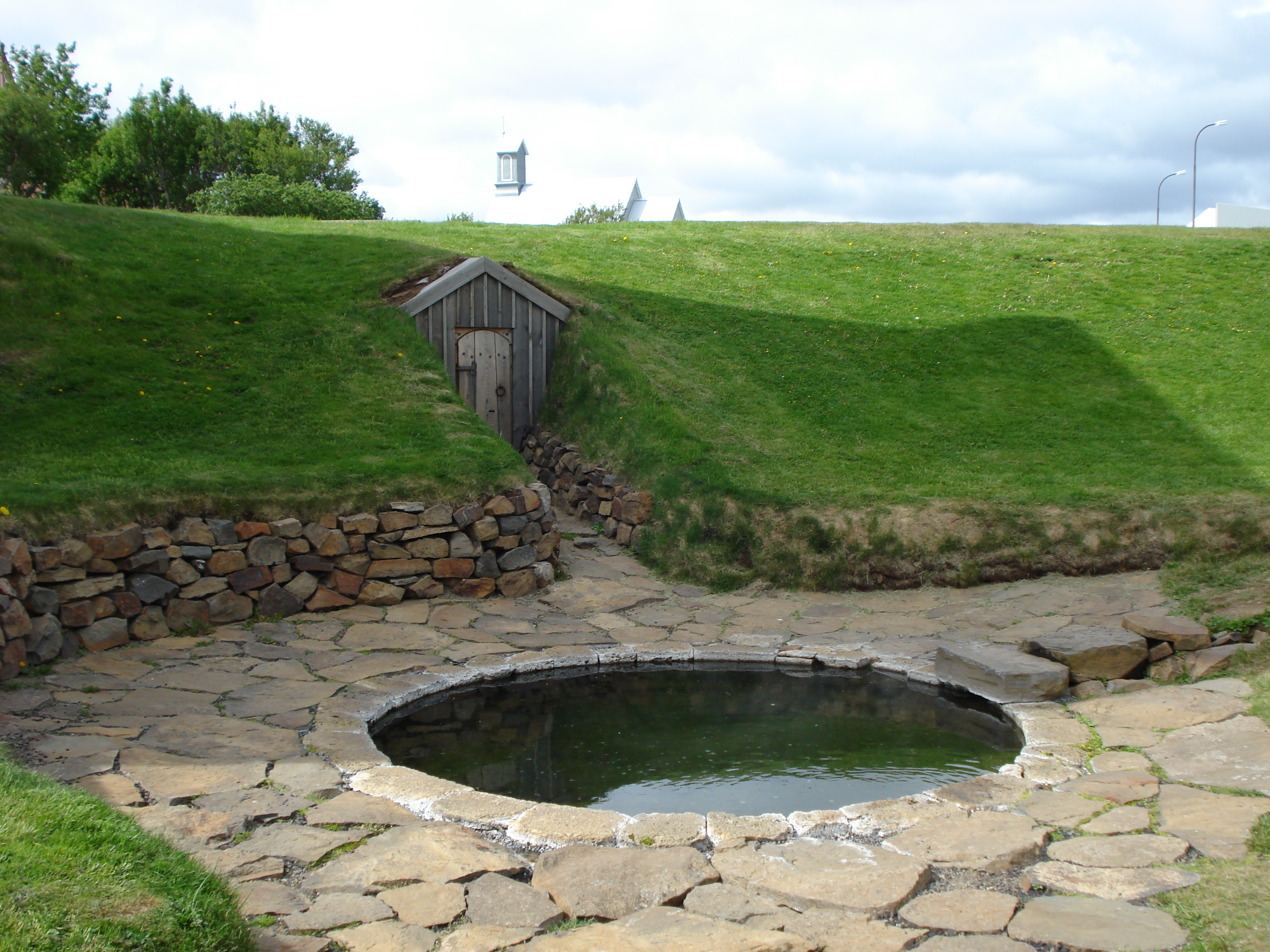
Snorralaug, Snorris Bad

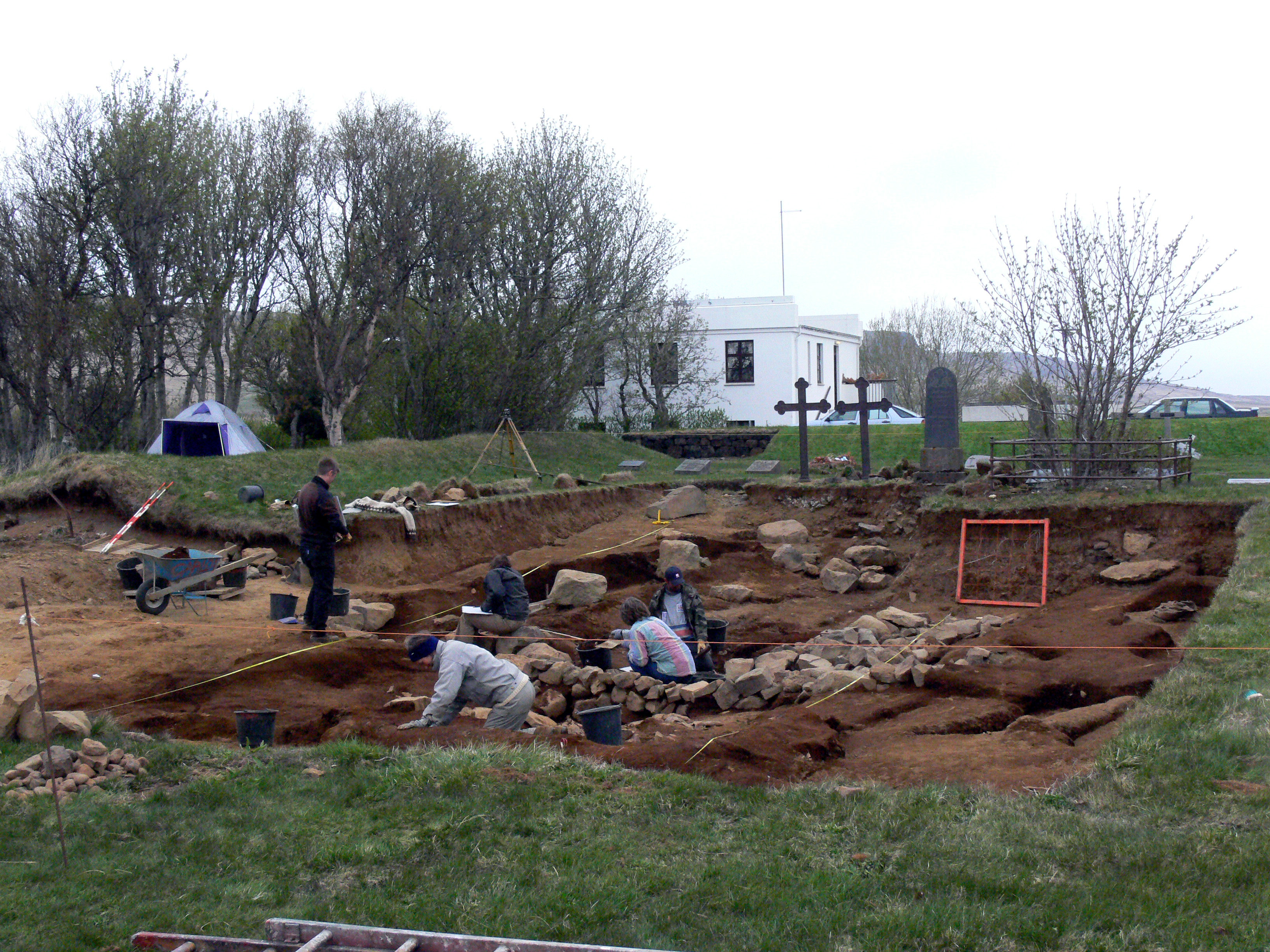
Ausgrabungen im Kirchhof, Reykholt, 2006

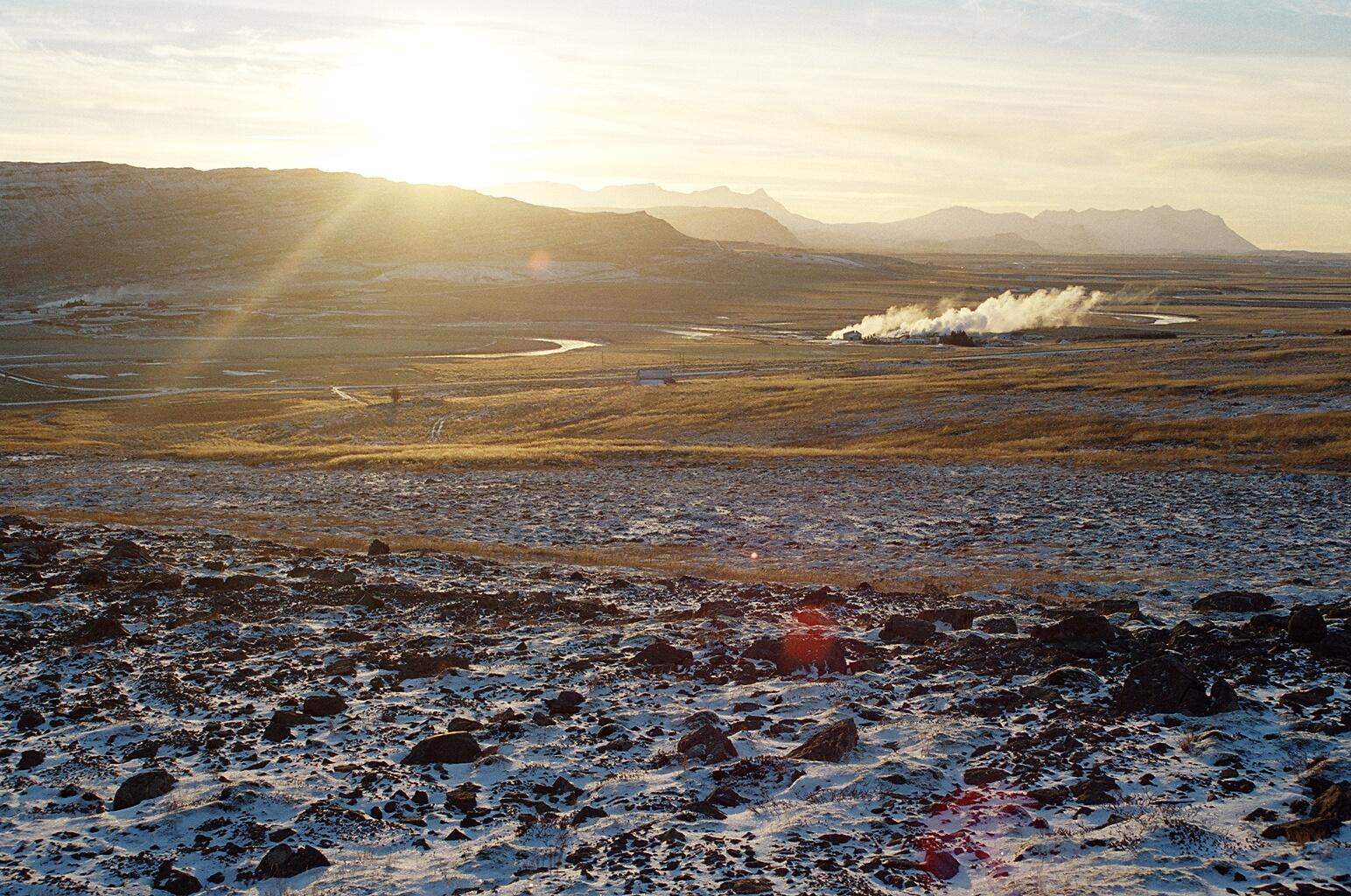
Das Reykholtsdalur. Im Mittelgrund dampft die Deildartunguhver.

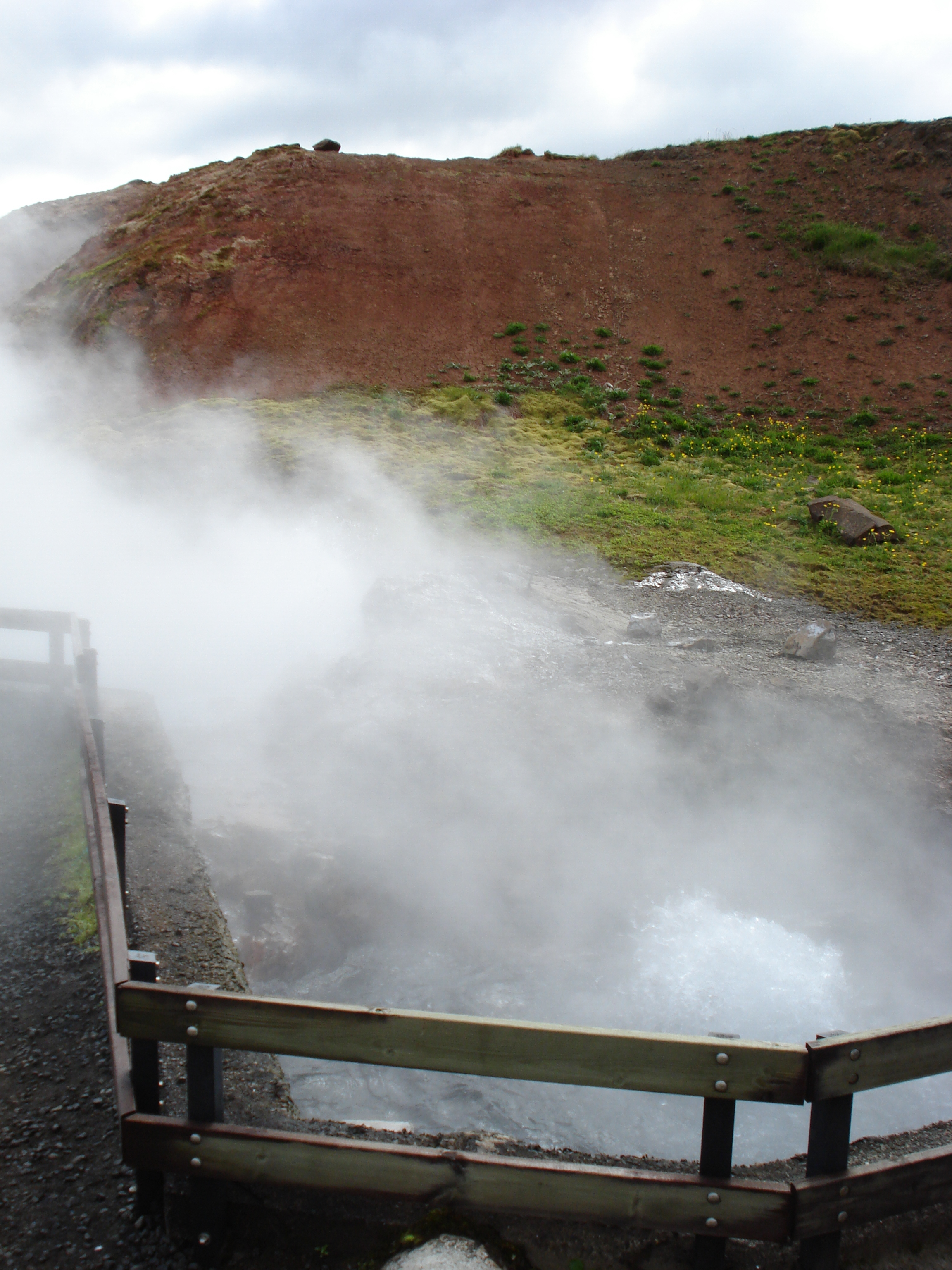
Deildartunguhver

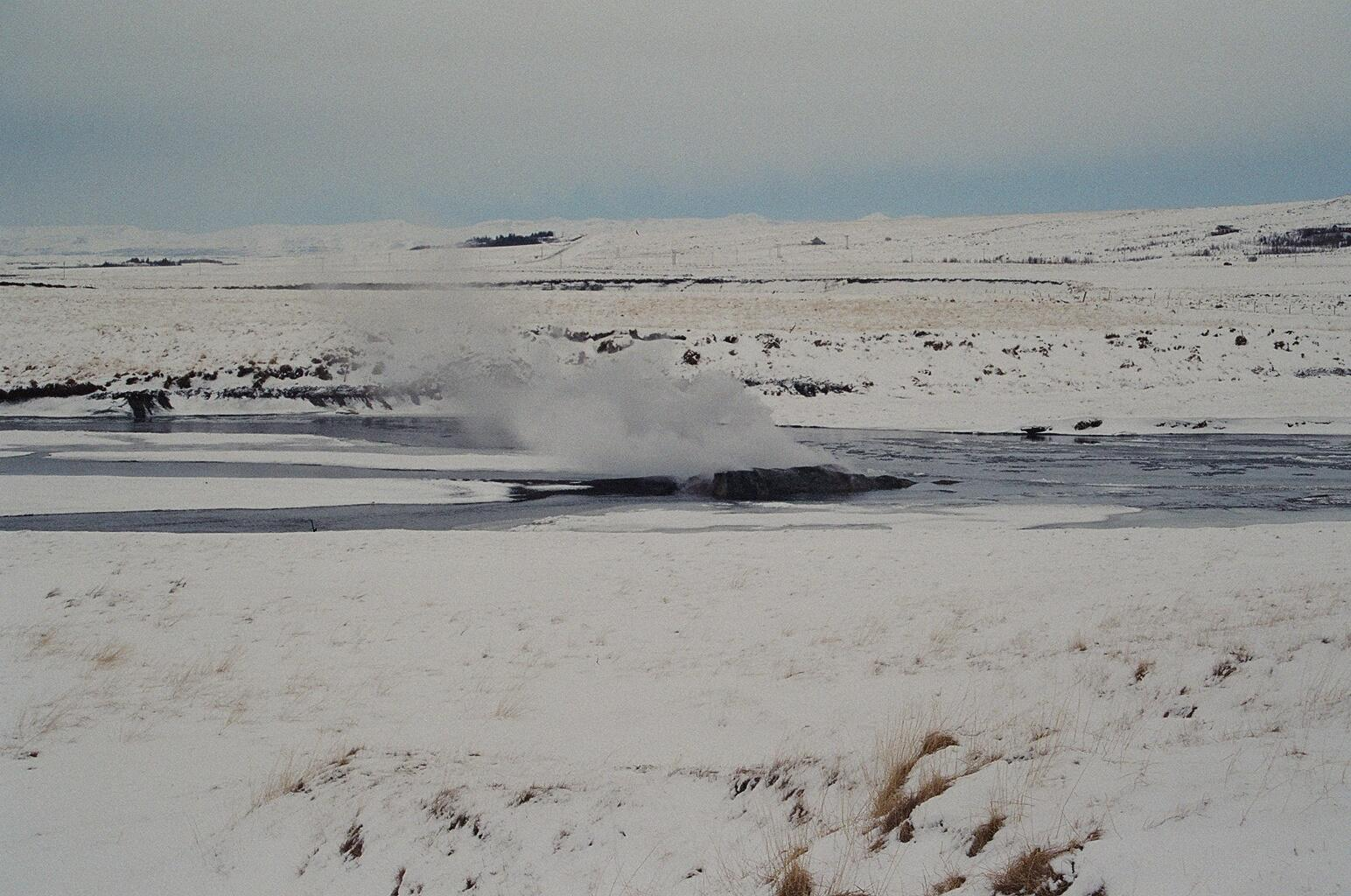
Árhver

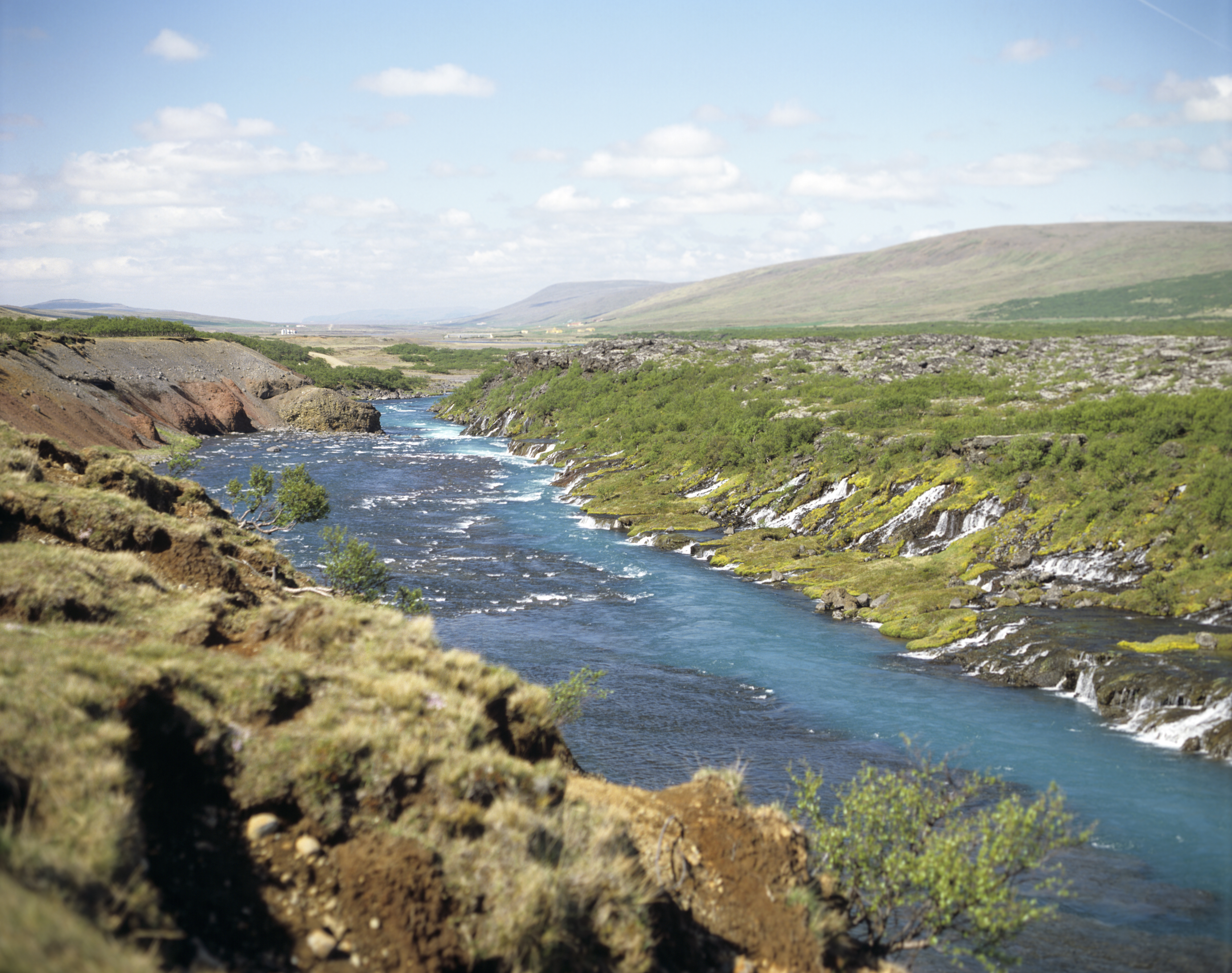
Hraunfossar

Reykholt ist ein Ort in der isländischen Gemeinde Borgarbyggð im Reykholtsdalur und 108 Straßenkilometer von der isländischen Hauptstadt Reykjavík entfernt. Ein weiterer Ort gleichen Namens liegt im Süd-Westen Islands.
Am 1. Januar 2023 hatte Reykholt 104 Einwohner.

## Geografie und Natur

### Heiße Quellen
Im Namen des Ortes steckt wie in vielen isländischen Namen das Wort reykur („Rauch“). Das erklärt sich durch das Vorhandensein einer Vielzahl von heißen Quellen in diesem Tal.
Es handelt sich hier um ein sogenanntes Niedrigtemperaturgebiet. Man kann die im Boden messbar vorhandene Hitze keinem der aktiven Vulkansysteme der Gegend zuordnen. Sie steigt durch Spalten im Boden auf wie auch an etlichen Orten auf der Halbinsel Snæfellsnes. Aber es befindet sich, soweit man weiß, keine Magmakammer unter den Quellen.
Die wasserreichsten Quellen sind Deildartunguhver und die Quelle von Kleppjárnsreykir, die ausgefallenste jedoch liegt mitten im Fluss Reykjadalsá und hat infolgedessen den Namen Árhver (isl. á = "Fluss").
Deildartunguhver, das bedeutendste Niedrigtemperaturquellengebiet des Landes, befindet sich am Weg von Reykholt nach Borgarnes. Die vielen kleinen und größeren Quellen am Fuß des Hügels haben einen Ausstoß von 200 l pro Sekunde an 100 Grad heißem Wasser. 64 bzw. 35 km lange Pipelines führen das Wasser bis nach Akranes und Borgarnes. Die Quellen entwickeln sich inzwischen außerdem wieder zu Springquellen, kleinen Geysiren. Einer von ihnen gelingt es bisweilen ca. drei Meter hohe Wassersäulen zu produzieren.
Eine weitere bemerkenswerte Quelle ist Skrifla, die im Ort Reykholt selbst liegt. Es wird gesagt, dass schon Snorri Sturluson ihr Wasser zähmte und dem noch sichtbar vorhandenen heißen Bad zuführte.
Ab dem Jahre 1908 wurde von dem Bauern Erlendur Gunnarsson auf dem Hof Sturlureykir das Wasser der dortigen Quelle zur Beheizung der Häuser verwendet, eine Innovation im moderneren Island. Allerdings hat man bei Ausgrabungen in Skálholt sowie in Reykholt selbst Reste von Leitungen gefunden, die vermutlich zu mittelalterlichen Fußbodenheizungen gehören. Das Wissen darum war vielleicht verlorengegangen – ähnlich wie im Falle der entsprechenden Technik der Römer in Deutschland.

### Wasserfälle und Höhlen
Nicht weit von Reykholt liegen im Hvítárdalur bei Húsafell die Lavawasserfälle Hraunfossar, eines der bedeutendsten Naturwunder der Insel, sowie der Wasserfall Barnafoss. Außerdem kann man von dort aus Ausflüge zu den Höhlen des Hallmundarhraun, vor allem zur Surtshellir, machen.
Die Höhlen liegen in der Arnarvatnsheiði, die für ihre vielen fischreichen Seen berühmt ist.

### Waldanpflanzungen
Seit 1948 bemüht man sich in Reykholt um die Wiederaufforstung. Kleine Wäldchen mit Spazierwegen umgeben den Ort. Am Eggertsflöt befindet sich der Ort der Hochzeit des Aufklärers Eggert Ólafsson, der bald darauf mit seiner Frau ein tragisches Ende fand. Außerdem ist hier eines der Jahrhundertwendewäldchen: Im Jahre 2000 wurden in ganz Island 281.000 Bäume gesetzt, die Zahl entsprach der damaligen Einwohnerzahl des Landes.

## Ort der Dichter und Denker

### Snorri Sturluson
Dieser Ort ist eng mit dem Namen des Goden Snorri Sturluson (1179–1241) verbunden, der einer der größten Dichter und bedeutendsten Politiker im mittelalterlichen Island war. Er verbrachte einen Großteil seines Lebens, d. h. von 1206 bis 1241, in Reykholt und starb auch dort. Dabei hatte er sich eine Befestigung um sein Haus bauen lassen, die sich am Ende aber als nutzlos erwies. Er wurde trotzdem dort ermordet.
Snorri schrieb an diesem Ort seine bedeutendsten Werke, d. h. die Geschichte der norwegischen Könige (Heimskringla), die Prosa-Edda, das berühmte Buch über Poetik und nordische Mythologie, und vermutlich auch die Saga um Egill Skallagrímsson.
Überreste seines Hofes und vor allem ein Bad mit unterirdischem Gang sind dort zu besichtigen. In der Snorrastofa befindet sich ein sehr interessantes Museum zu Snorri und seiner Zeit (Erläuterungstafeln auf Isländisch und Englisch, teilweise deutsche Übersetzungen). Die Bibliothek dient vor allem der Mittelalterforschung und kann einige interessante Dokumente aufweisen.
Das älteste befindet sich in der benachbarten staatlichen Dokumentensammlung, Reykholtsmaldagi, ein Kirchenbuch aus dem späten 12. und frühen 13. Jahrhundert. Man vermutet, dass einer der Einträge darin von Snorri stammt.
Vor der staatlichen Dokumentensammlung im Ort steht eine Statue von Snorri, die der berühmte norwegische Bildhauer Gustav Vigeland dem isländischen Staat überreicht hat.

### Jón Helgason
Der Dichter und Literaturwissenschaftler Jón Helgason (1899–1986) wurde am 30. Juni 1899 auf dem Hof Rauðsgil im Reykholtsdalur / Hálsasveit geboren.
Er ist ein bekannter Lyriker in Island und war von 1927 bis 1971 Direktor der literaturwissenschaftlichen Sammlung der Stiftung Árni Magnússon.
Teile des Flusses Reykjadalsá sowie die Schlucht Rauðsgil neben dem gleichnamigen Hof stehen heute unter Naturschutz.

### Tom Egeland und Pastor Geir Waage
"Norwegischer Autor tötet den Gemeindepfarrer von Reykholt" lautete der reißerische Titel in der Zeitung Fréttablaðið.
Der norwegische Autor Tom Egeland kam in Vorbereitung seines Kriminalromans Paktens voktere (2007, deutsch Der Pakt der Wächter, Goldmann, 2008) nach Reykholt. Dort führte ihn der sehr belesene Gemeindepfarrer Séra Geir herum und zeigte ihm die Sehenswürdigkeiten. Später stellte sich heraus, dass der im Roman ermordete Pfarrer auffallende äußerliche Ähnlichkeiten mit Séra Geir hat.

### Schule und Kirche
Reykholt war im Mittelalter eines der geistigen Zentren der Insel und beherbergte lange eine der bedeutendsten Schulen des Landes (1930–1997).
Auch heute noch pflegt man, obwohl die Schule inzwischen geschlossen wurde, die Kultur mit Lesungen und Vorträgen. Dies geht vor allem von der oben erwähnten "Snorrastofa" aus, einem Zentrum zur Erschließung mittelalterlicher, v. a. isländischer Literatur, mit Ausstellungs- und Seminarräumen sowie einer entsprechenden Fachbibliothek.
Reykholt war Pfarrsitz seit dem Mittelalter. Die noch erhaltene ältere Holzkirche stammt aus den Jahren 1886–1887, die neue Kirche wurde 1996 geweiht.
Im Juli findet in der neuen Kirche immer am Wochenende vor dem so genannten Verslunarmannahelgi ein Festival für klassische Musik statt, genannt "Reykholtshátíð".

## Verkehr
Es besteht Anschluss an die Straeto-Regionalbuslinien 72 und 73.

## Söhne und Töchter des Ortes
- Hannes Finnsson (1739–1796), evangelisch-lutherischer Bischof von Skálholt
- Jón Helgason (1899–1986), Schriftsteller